# Nomada flava
Espèce
Statut de conservation UICN

 LC  : Préoccupation mineure
Nomada flava est une espèce d'abeilles cleptoparasites de la famille des Apidae.

## Répartition
Ce taxon se rencontre dans les pays suivants : Allemagne, Autriche, Belgique, Bulgarie, Croatie, Danemark, Estonie, France, Grèce, Hongrie, Irlande, Italie, Lettonie, Lituanie, Luxembourg, Pays-Bas, Pologne, Roumanie, Royaume-Uni, Russie, Serbie, Slovaquie, Slovénie, Suisse, Tchéquie.

## Systématique
Le nom valide complet (avec auteur) de ce taxon est Nomada flava Panzer, 1798.